# Cisalak (Cidaun)
Cisalak is een bestuurslaag in het regentschap Cianjur van de provincie West-Java, Indonesië. Cisalak telt 4060 inwoners (volkstelling 2010).